# Steven Koonin
Steven Elliot Koonin (*  12. Dezember 1951 in Brooklyn) ist ein US-amerikanischer theoretischer Physiker, der sich mit Kernphysik beschäftigt.

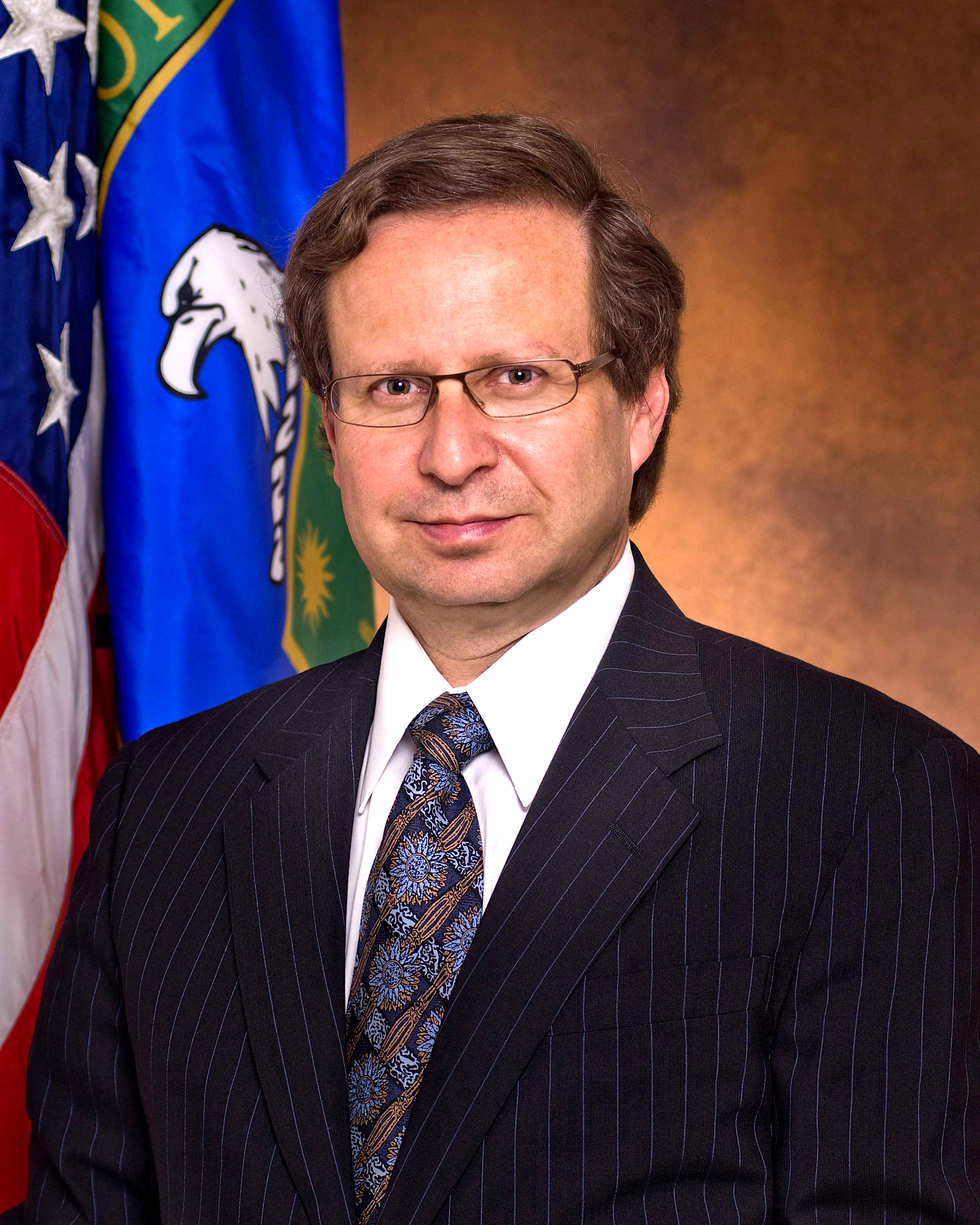
Steven Koonin 2009

## Leben
Koonin studierte am Caltech Physik (Bachelor 1972) und promovierte 1975 am Massachusetts Institute of Technology mit der Arbeit Hydrodynamic Approximations to Time-Dependent Hartree-Fock. 1976/1977 war er am Niels-Bohr-Institut. Ab 1975 war er als Assistant Professor am Caltech, wo er 1978 Associate Professor wurde und 1981 eine volle Professur erhielt. 1989 bis 1991 war er Vorsitzender der Physik-Fakultät. 1995 bis 2004 war er Provost des Caltech, wobei er unter anderem das Projekt eines Teleskops mit 30 m Spiegeldurchmesser (Thirty Meter Telescope, TMT) entwickelte. 2004 bis 2009 war er Chefwissenschaftler von British Petroleum in London, wo er an deren Strategie und Forschungsorganisation für das Nach-Öl-Zeitalter maßgeblich beteiligt war, zum Beispiel in der Unterstützung der Gründung des Energy Biosciences Institute der University of California, Berkeley. Er behielt jedoch seine Professur am Caltech.
1977 bis 1979 war er Sloan Research Fellow, 1980 wurde er Fellow der American Physical Society, 1985 erhielt er den Humboldt Senior US Scientist Award und 1998 den Ernest-Orlando-Lawrence-Preis. Er war Mitglied der JASON Defense Advisory Group und ihr ehemaliger Vorsitzender. Er ist Mitglied des Council of Foreign Relations. Er ist Mitglied der American Association for the Advancement of Science, seit 1991 der American Academy of Arts and Sciences und seit 2010 der National Academy of Sciences. Er war in verschiedenen Beratungsgremien des Department of Energy (DOE), des US-Verteidigungsministeriums und der National Science Foundation.
Koonin beschäftigte sich mit Vielteilchentheorie in der Kernphysik, insbesondere mit umfangreichen numerischen Rechnungen zum Beispiel zum Schalenmodell, wo er Pfadintegral- und Monte-Carlo-Verfahren anwandte. Er beschäftigte sich auch mit Anwendungen der Kernphysik in der Astrophysik sowie mit Umweltwissenschaften. Er ist am Earthshine Project beteiligt, das durch Messungen der Beleuchtung des Mondes durch die Erde Rückschlüsse auf die fundamentalen Daten zur Untersuchung der globalen Erwärmung des Erdklimas erlaubt.
Er schrieb ein frühes Lehrbuch über wissenschaftliches Rechnen in der Physik, veröffentlichte über 200 Forschungsaufsätze und betreute mehr als 25 Doktoranden.
Er ist Fellow der Hoover Institution, eines konservativen Think Tanks.

## Politik
In der Obama-Administration 2009 wurde er zum zweiten Unterstaatssekretär im Energieministerium ernannt.
2025 begann er während der zweiten Amtszeit von Donald Trump für das Energieministerium der Vereinigten Staaten zu arbeiten.

## Ansichten zum Klimawandel
Koonin bestreitet den wissenschaftlichen Konsens in den Klimawissenschaften. In einem Beitrag für das Wall Street Journal mit dem Titel Climate Science Is Not Settled schrieb Koonin, dass das gegenwärtige Wissen für eine gute Klimapolitik längst nicht ausreicht (We are very far from the knowledge needed to make good climate policy). Er bestreitet nicht den Klimawandel als solchen und auch nicht den menschlichen Einfluss (Climate change is real and affected by human activity); er hält den menschlichen Einfluss auf das Klima aber für gering (human influences […] are physically small in relation to the climate system as a whole). Laut Koonin würden die Prognosen zum globalen Temperaturanstieg aufgrund von Treibhausgasen zum Teil um den Faktor drei abweichen. Er ist auch der Ansicht, dass die Auswirkungen des Klimawandels auf die US-Wirtschaft eher gering sein dürften.

## Schriften
- Computational Physics. Benjamin Cummings, 1986, Fortran-Version mit D.C.Meredith 1989, deutsche Ausgabe: Physik auf dem Computer. Oldenbourg Verlag, 1987, 2 Bände (und Fortran Version Oldenbourg Verlag, 1990)
- mit Karlheinz Langanke, J. Maruhn (Hrsg.): Computational Nuclear Physics, 2 Bände, Springer 1991, 1993, Band 1: Nuclear Structure, Band 2: Nuclear Reactions (in Band 2 Koonin, Maruhn: The Time Dependent Hartree Fock Approximation for Nuclear Slabs)
- mit D. Langanke, J. Dean: Der Monte-Carlo Zugang zum Kern-Schalenmodell. In: Physikalische Blätter, 1994, S. 341
- Functional integrals in nuclear theory. In: George Bertsch (Hrsg.): Nuclear Theory. 1981
- mit Dean Langanke: Shell model Monte Carlo Methods. In: Physics Reports, Band 78, 1997, S. 1–77, arxiv:nucl-th/9602006
- dieselben: Results from Shell Model Monte Carlo Studies. In: Annual Review of Nuclear and Particle Physics, Band 47, 1997, S. 463–504